# Col des Supeyres
Le col des Supeyres est un col qui se trouve dans les monts du Forez, sur la commune française de Valcivières (Puy-de-Dôme), à une altitude de 1 365 m. Situé sur les Hautes Chaumes du Forez, plateaux d'altitude dénudés au-dessus du niveau des forêts, il offre un vaste panorama vers l'ouest sur le cirque de Valcivières et, au-delà, vers la chaîne des Puys. Vers l'est, la vue s'étend, si le temps le permet, jusqu'au mont Blanc.
Le col est emprunté par la D 106, l'une des deux routes reliant Ambert à Montbrison.
Autrefois, les parages du col étaient occupés par des jasseries, fermes d'estive où aboutissait la transhumance des bovins et où l'on produisait la fourme d'Ambert. La plupart de ces jasseries sont aujourd'hui abandonnées ; certaines subsistent cependant soit pour les activités culturelles, comme la jasserie du Coq noir,, soit pour l'élevage, comme la ferme des Supeyres.

## Tourisme, fêtes et animations locales

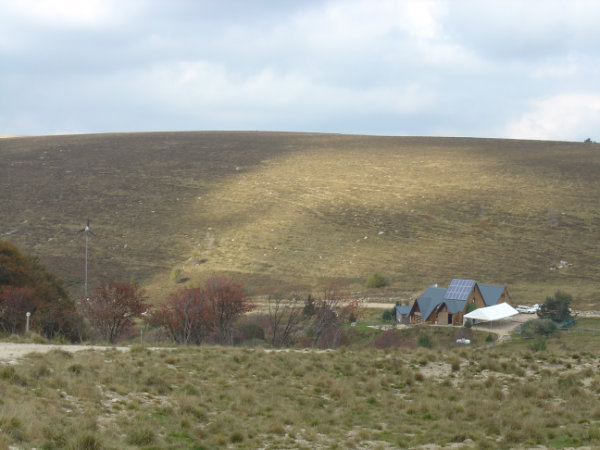
Vue du chalet des Gentianes depuis le sud.

Un gite d'étape, le chalet des Gentianes, est établi à une centaine de mètres à l'ouest du col.
Le GR 3 passe à quelques kilomètres au nord et à l'est. En été, on pratique à proximité du col la randonnée à pied, à cheval ou à VTT (car faisant partie de l'espace VTT FFC « Ambert-Crêtes du Forez ») ; en hiver, les activités sont le ski de fond (car faisant partie de l'espace nordique « Ambert-Crêtes du Forez »), le ski nordique, les raquettes et le snowkite. La petite station de ski alpin de la Haute-vallée des Supeyres n'a fonctionné que de 1968 au début des années 1980.
Le col des Supeyres est le lieu de plusieurs manifestations régulières : ainsi la fête de l'Estive et des Jasseries se déroule au moins une année sur deux, en principe le deuxième dimanche de juin. À l'occasion de la transhumance de troupeaux, cette fête comporte de nombreuses animations : marché de producteurs, randonnées, repas champêtre, danses folkloriques, bal musette, etc. Le point culminant est la traditionnelle bénédiction des troupeaux et de la montagne assurée par le curé d'Ambert. Cette fête de l'Estive est organisée par la maison de la Fourme d'Ambert et le site remarquable du goût « Pays d'Ambert : berceau de la Fourme d'Ambert » en partenariat avec les communes de Valcivières et d'Ambert, la communauté de communes Ambert Livradois Forez et les commerçants d'Ambert et des environs.
En automne se déroule la fête du Vent organisée par le chalet des Gentianes en partenariat avec les associations de kitesurf.
En hiver, le col des Supeyres est régulièrement le lieu de compétitions de snowkite et a accueilli une manche du championnat de France de cette discipline en 2015 et en 2018.

## Cyclisme

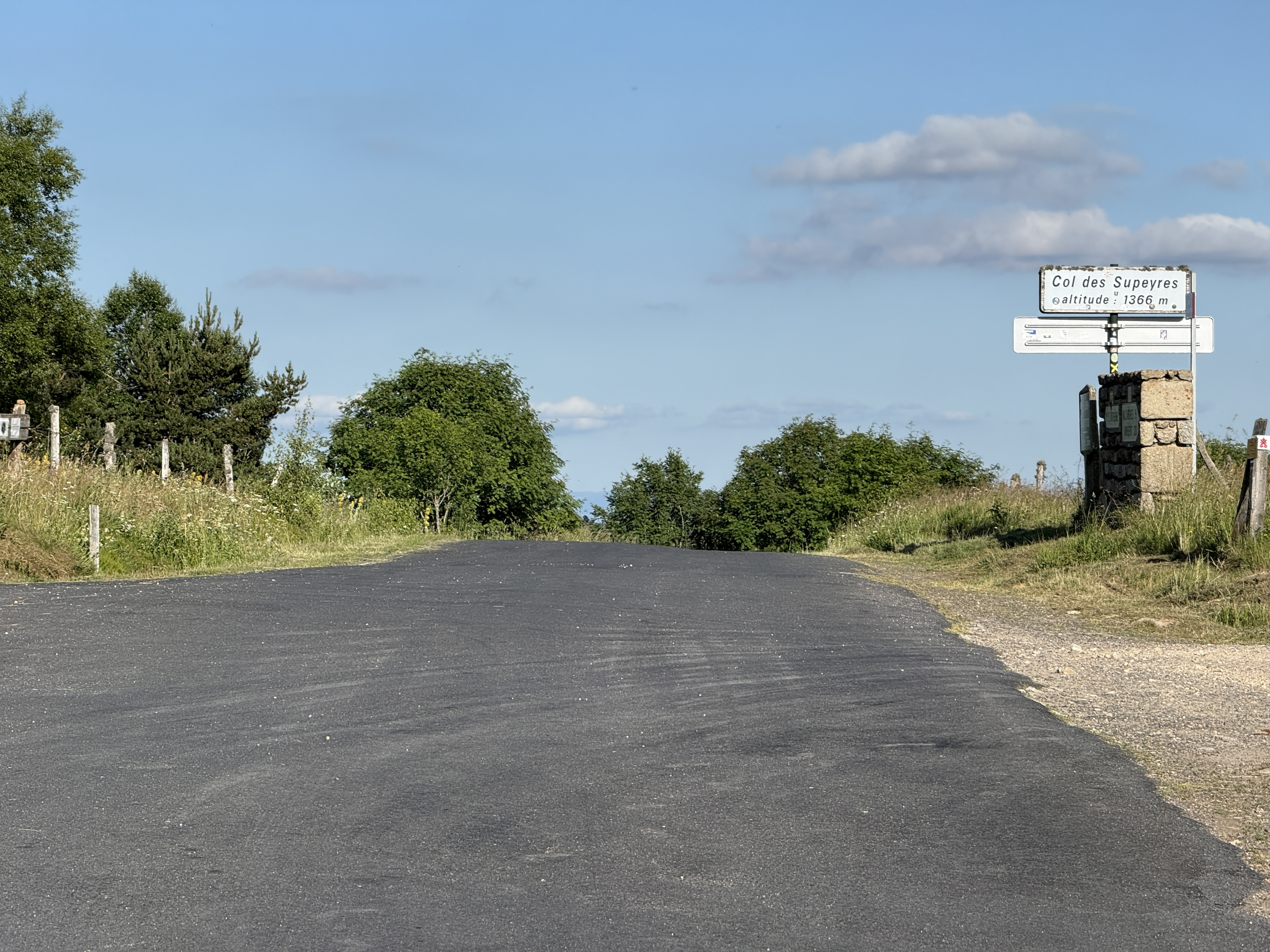
Vue du col.

Ce col fut à l'affiche de la 2e étape du critérium du Dauphiné 2017, placé à 65 km de l'arrivée. Cependant, il ne fut classé qu'en 4e catégorie car précédé du col de Baracuchet (1 265 m), celui-ci aussi comptant pour le classement du meilleur grimpeur. Koen Bouwman le franchissait en tête dans un groupe d'échappés. De plus, ce col est régulièrement emprunté par les coureurs amateurs sur la cyclosportive « Les Copains-Cyfac » lors du premier week-end de juillet.